# پدرو کاسیا
پدرو کاسیا (اسپانیایی: Pedro Casella‎; ۳۱ اکتبر ۱۸۹۸ – ۱۸ ژوئن ۱۹۷۱) بازیکن فوتبال اهل اروگوئه بود.
وی همچنین در تیم ملی فوتبال اروگوئه بازی کرده‌است.
وی در مسابقات کشوری و بین‌المللی در مجموع برندهٔ ۱ مدال طلا شده‌است.